# Villa Madama

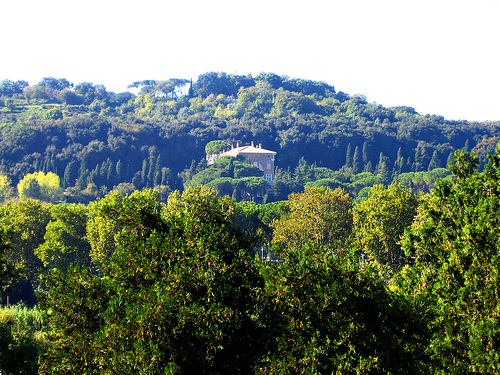
Vista geral da Villa Madama.

A Villa Madama é uma villa suburbana de Roma. Encontra-se localizada nos declives do Monte Mario, na margem esquerda do Rio Tibre. É vizinha do Foro Italico, no Município XVII de Roma.
As obras começaram durante o papado de Leão X (Giovanni de Lorenzo de Médici), ao cuidado do primo Giulio de Médici, que em seguida se tornou Papa com o nome de Clemente VII, sob cujo papado prosseguiram os trabalhos.
O projecto inicial, de Raffaello, foi modificado por Antonio Cordiani.
Pertenceu a Madama Margarida de Parma, filha natural do Imperador Carlo V, e da qual tomou o actual nome.
A villa é propriedade do Ministério dos Negócios Estrangeiros da Itália, sendo usada como sede de representação. A entrada é limitada e a visita aos jardins requere uma permissão prévia do dito Ministério.
Apesar de o projecto não ter sido terminado, com a sua loggia e os seu sjardins foi uma das villas mais imitadas do Renascimento.

## Construção

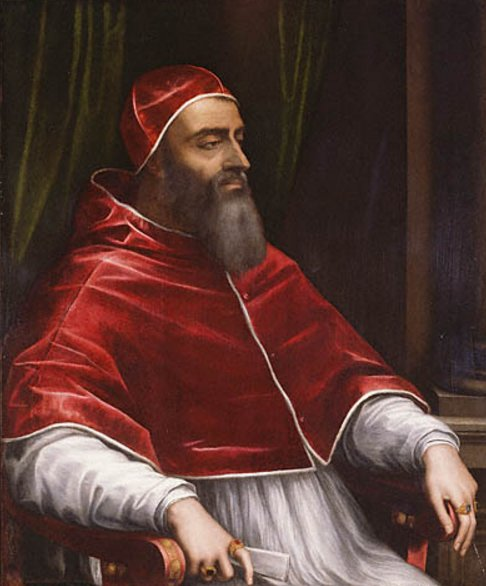
O Papa Clemente VII

O Cardeal Júlio de Médici, primo do pontífice Leão X, ordenou a construção da villa num proeminente lugar contra as encostas mais baixas do Monte Mario, na fronteira de Roma. De facto, no período que se seguiu ao medieval, a nova sociedade romana saía dos palácios obscuros e fortificados dentro de muros, para gozar das serenas estadias nas villas de campo. Nestes anos, suscitou muito clamor o fausto e a elegância da villa que se tornou depois na "Villa Farnesina", mandada construir pelo banqueiro Agostino Chigi e relizada por Baldassare Peruzzi na Via della Lungara.
Com tal propósito, o futuro papa encarregou, de início, Rafael de desenhar o projecto, iniciado em 1518. No entanto, com a sua morte prematura, em 1520, formou-se um formidável grupo de artistas da época para tratar da realização, um dos mais brilhantes grupos algumas vez reunido num lugar: de facto, Antonio Cordiani foi quem se ocupou do projecto executivo e dos trabalhos, enquanto Giulio Romano, herdeiro da oficina de Raphael, se dedicou às decorações juntamente com Baldassare Peruzzi e Giovan Francesco Penni (il Fattore), ambos arquitectos de primeira por direito próprio; Giovanni da Udine ocupou-se dos estuques em baixo relevo, imitando o trabalho encontrado na recentemente descoberta Casa Dourada de Nero;  e o escultor florentino Baccio Bandinelli da escultura.
Efectivamente, o projecto original era majestoso e complexo, envolvendo uma ampla extensão de terreno que seria necessário graduar com uma sucessão de terraços. perspectivas renascentistas e jardins à italiana até ao Rio Tibre. Para a realização dos respectivos contrafortes também foi pedida a colaboração de Antonio da Sangallo, conhecido pelas suas capacidades técnicas nas fortificações.
Os trabalhos, que sofreram um abrandamento com a morte prematura de Raphael, ocorrida em 1520 aos 37 anos de idade, num momento em que as obras na villa estavam longe da conclusão, foram retomadas e terminadas em 1524-1525, depois da eleição de Giulio de Médici, que se tornou no segundo Papa da Família Médici como Clemente VII, em 1523. Todavia, a realização definitiva do projecto ficou irremediavelmente comprometida pelas vicissitudes que viveu o Estado Pontifício sob o papado de Clemente VII. De facto, o Saque de Roma, em 1527, por obra dos lansquenetes de Carlos V com a cumplicidade da família Colonna, e o consequente acordo entre o Papa e o Imperador, desviou qualquer prioridade da realização do ambicioso projecto de Raphael.
Durante este trágico episódio da história romana, a villa foi saqueada e entregue às chamas. Vasari conta que o papa chorou ao vê-la arder do seu refúgio no Castel Sant'Angelo.

## Descrição e influência
A Villa Madama foi a primeira villas suburbanas segundo o modelo das villas romanas, projectadas para festas e entretenimento, construídas em Roma no século XVI. Foi idealizada com a intenção de rivalizar com as descrições das vilas da Antiguidade, como a famosa descrição que Plínio fez da sua própria, e com as villas contemporâneas como a da Farnesina.
Embora o projecto não tenha sido acabado, com a sua loggia de segura matriz rafaelliana e o jardim pênsil, a villa foi uma das mais famosas e imitadas do Renascimento.
A loggia de Raphael é constituída por três arcadas de volta perfeita que se perfilam sobre o jardim à italiana. No interior, os altos tramos, que emulam e valorizam a arquitectura das termas romanas, estão representados nos dois lados por abóbadas de aresta e no arco central por uma cúpula circular inteira e extraordinariamente decorada por estuques de Giovanni da Udine e pelas pinturas de Giulio Romano. Por todo o lado são visíveis os grotescos que os dois artistas utilizaram depois de os terem descoberto nas escavações da Casa Dourada.
Sem contar com a loggia de Raphael, o elemento artístico mais relevante da villa é o salone (salão) com o tecto em abóbada, também este magnificamente decorado por Giulio Romano, com o seu magnífico tecto abobadado. De precioso fabrico resultam os estuques brancos do vestíbulo de entrada, datados de 1525 e assinados por Giovanni da Udine. Os pavimentos são, por todo o lado, em cerâmica e mármores polícromos antigos.
No pátio, embelezado com uma escadaria monumental, está presente uma praça circular, em torno da qual se organiza um jardim formal, um anfiteatro ao ar livre escavado na encosta da colina e um terraço com vistas panorâmicas sobre o Tibre.
No jardim à italiana, frente à loggia, pode ver-se a Fonte do Elefante, desenhada por Giovanni da Udine, que comemora o elefante indiano "Annone", trazido para Roma por um embaixador português para a consagração de Leão X em 1514. Uma outra fonte, da qual Vasari forne-se uma cuidada descrição perdida no tempo, era uma fonte rústica com grande cabeça de leão que aludia a Leão X e que estava colocada no monte. Sob o jardim pênsil existia uma pesqueira.
Nos lados da entrada que, do terraço, dá acesso ao jardim rústico, encontram-se dois gigantes em estuque, obra de Baccio Bandinelli.

## Posse depois de concluído

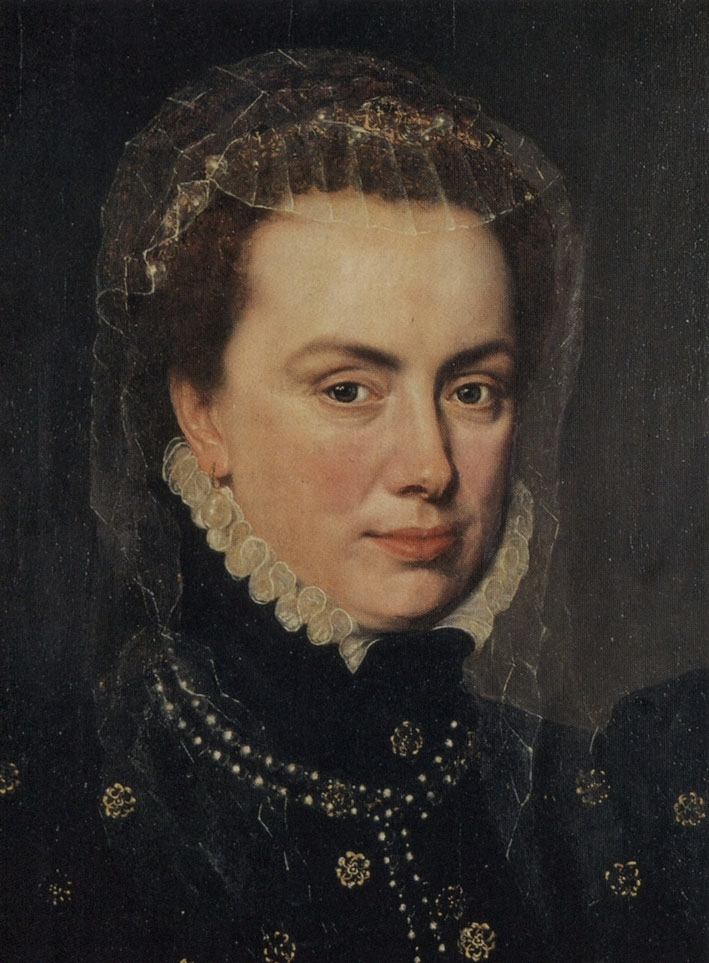
Margarida de Parma.

A "Madama" a que se refere o nome foi Margarida de Parma (1522-1583), a mesma que deu nome ao Palazzo Madama, actual sede do Senado Italiano, e à pequena cidade de Castel Madama, próximo de Tivoli. Depois da morte de Clemente VII, a villa permaneceu na posse dos Médici. De facto, pertenceu primeiro ao Cardeal Ippolito de Médici e mais tarde ao Duque Alessandro de Médici, Senhor de Florença, o qual casou com Maragarida da Áustria (Margarida de Parma), a filha ilegítima do Imperador Carlos V. Depois da morte de Alessandro, Margarida, viúva aos 15 anos de idade, casou com Ottavio Farnese, Duque de Parma e sobrinho do Papa Paulo III, tendo enviuvado uma vez mais pouco depois.
Quando Margarida morreu, a villa passou para os herdeiros da família Farnese, Duques de Parma e Piacenza, que lentamente a deixaram caír num progressivo abandono. Extinta a família Farnese, a villa continuou a sua decadência passando por herança para o rei de Nápoles Carlos de Bourbon, que a deixou rebaixar a propriedade agrícola, apanágio da Coroa, e espoliar de qualquer decoração artística.
No decorrer do século XIX e no início do século XX, a villa acabou em ruínas, sendo destinada a celeiros, armazém agrícola e, finalmente, a alojamento de tropas.
Em 1913 foi adquirida por Maurice Bergès, um engenheiro de Toulouse apaixonado por Roma, que encomendou o restauro a Marcello Piacentini.
Em 1925 foi adquirida pela nobre família Dentice di Frasso, que completou o projecto de restauro.
À intervenção de Piacentini é devida a construção do segundo andar que os Dentice di Frasso desejaram o mais possível em harmonia com o projecto original. Segundo desenho do pai, Pio Piacentini, inspirado provavelmente pelos trabalhos de Bramante em São Pedro e de Antonio Cordiani no Palazzo Farnese de Caprarola, Piacentini realizou a escada helicoidal em travertino, em estilo renascentista, que conduz ao piano nobile (andar nobre). Na época moderna foram, além disso, fechadas as arcadas da loggia com amplos vitrais, a fim de proteger as decorações das abóbadas das intempéries. 
a partir de 1937 foi arrendada pelo Ministério dos Negócios Estrangeiros Italiano e, em seguida, adquirida pelo Estado, chefiado por Mussolini, em Junho de 1941. 
Em 2004, o decorador italiano Giorgio Pes foi encarregado pelo Ministério dos Negócios Estrangeiros de efectuar intervenções de decoração e recheio do interior e em parte dos exteriores. Aquele ministério utiliza a villa para organizar conferências e recepções diplomáticas e para prosseguir outras finalidades institucionais.